# Helman-Gletscher
Der Helman-Gletscher ist ein kleiner Gletscher im ostantarktischen Viktorialand. In den Admiralitätsbergen fließt er in südlicher Richtung zwischen Mount Gleaton und dem Taylor Peak zum Tucker-Gletscher.
Der United States Geological Survey kartierte ihn anhand eigener Vermessungen und Luftaufnahmen der United States Navy aus den Jahren von 1960 bis 1964. Das Advisory Committee on Antarctic Names benannte ihn 1970 nach Terry N. Helman von der US Navy, Funker auf der McMurdo-Station im Jahr 1967.